# Place Saint-Marc (Rouen)
Pour les articles homonymes, voir Place Saint-Marc.
La place Saint-Marc est une voie publique de la commune française de Rouen.

## Situation et accès
Elle est située dans le quartier Saint-Marc – Croix de Pierre – Saint-Nicaise.
La place est desservie par le TEOR.
On y trouve un parking souterrain d'une capacité de 531 places ainsi qu'une station Cy'clic.

## Origine du nom
Le nom de la place fait référence à la chapelle Saint-Marc où s'installèrent les Cordeliers en 1228.

## Historique
Le nom est pris d'une chapelle où se sont installés les Cordeliers en 1228, avant d'être transférés en 1255 dans l'église Saint-Clément. La chapelle Saint-Marc, proche de l'Aubette, est incendiée avant 1342 et réédifiée en 1435. Le clos Saint-Marc faisait partie du fief des seigneurs des Tot, qui avaient le droit d'y faire tenir un marché.
En 1520, le Pré de la Bataille et le clos Saint-Marc sont tous les deux pressentis pour accueillir un hôpital. En effet, les linges des pestiférés, comme ceux des autres malades, sont transportés au quai du Pré de la Bataille, où l'Hôtel-Dieu possède une lavanderie.
Le « pont Notre-Dame » est mentionné en 1713 comme franchissant l'Aubette au niveau de la place (architecte  Nicolas Millets-Désruisseaux).
En 1794, durant la Révolution française, le clos Saint-Marc est appelé le clos des Volontaires.

Vue panoramique de la place Saint-Marc.

Pensée dès 1810, les plans de la place sont approuvés par ordonnance du 12 novembre 1832, à l'emplacement Clos Saint-Marc. Dans un quartier misérable, le terrain a été déblayé et transformé en une place plantée d'arbres et garnie de fontaines, qui accueille le marché à partir de 1837. En 1846, des petites halles sont construites pour abriter les marchands. La place est reliée aux quais par l'ouverture de la rue Armand-Carrel en 1844, dont les travaux ont également commencé en 1832.
Le réalisateur André Berthomieu (1903-1960) y est né au no 26.
Les halles sont détruites par un incendie le 9 août 1920.
Le peintre Michel Frechon y a habité au no 22 à partir de 1935.
En 1968 y fut construite la salle Lionel-Terray destinée à accueillir des rencontres sportives. Ce bâtiment a été démoli en 1990 à la faveur de la restructuration de la place et remplacé par une nouvelle halle.
La place est renommée pour son vaste marché, en particulier celui du dimanche qui réunit commerçants de bouche et brocanteurs. On y trouve également un centre commercial (Intermarché). Des concerts s'y déroulent lors de la Fête de la musique ou des Terrasses du jeudi.